# 江南红箭
湖南江南红箭股份有限公司 （深交所：000519）是中国深圳证券交易所的一家上市公司，主营业务范围为普通机械制造业。
2011年，该公司主营业务收入为348095637.10元，公司净利润为-11065279.77元，公司总资产为472076376.86元。